# Ceratoscopelus
Genre
Ceratoscopelus est un genre des poissons téléostéens.
communément appelé cerate ce sont des animaux des grands fonds utilisant la bioluminescence pour se repérer et se défendre ou se camoufler pour s’enfuir. Cette manifestation prend forme lors d’une forte concentration de luciférine dans les cellules. Lorsque l’on mélange la luciférine avec de l’oxygène, cela produit une lumière verdâtre (elle peut être bleue, jaune ou rouge dans d'autres espèces). Cette énergie est très particulière car elle produit seulement 5 % de chaleur et 95 % de lumière. Ce phénomène est aussi observé chez les vers luisants et lucioles.

## Liste d'espèces
Selon ITIS:
- Ceratoscopelus maderensis (Lowe, 1839)
- Ceratoscopelus townsendi (Eigenmann & Eigenmann, 1889)
- Ceratoscopelus warmingii (Lütken, 1892)